# Luftangriffe auf Stendal
Es gab zehn Luftangriffe auf Stendal (Stendal, damals kreisfreie Stadt in der Altmark) im Zweiten Weltkrieg, die von der 8. Luftflotte der USAAF ausgeführt wurden. Diese setzte dabei insgesamt 274 viermotorige Bomber, Consolidated B-24 „Liberator“ und Boeing B-17 „Flying Fortress“ ein, die von einer großen Zahl von Langstrecken-Jagdflugzeugen, besonders North American P-51 „Mustang“ begleitet waren. Dabei wurden 723 Tonnen Bomben abgeworfen. Zwei der Angriffe waren besonders schwer: am 22. Februar 1945 wurde der Ortsteil Röxe stark getroffen, am 8. April die Innenstadt, wenn auch die Reichsbahnanlagen der Stadt als Hauptziel galten. Die Zahl der bei den Luftangriffen getöteten Zivilisten lag bei über 400, darunter viele Frauen (46 %) und Kinder (32 %). Für die gefallenen Soldaten (überwiegend aus einem Transportzug) werden Zahlen bis 400 genannt.

## Bedeutung von Stendal für die Alliierten
Der britische „Bomber’s Baedeker“ von 1944 beschreibt Stendal als einen bedeutenden Eisenbahnknotenpunkt mit großem Verschiebebahnhof (Kapazität von 4.500 Waggons in 24 Stunden) und Eisenbahnausbesserungswerk für Lokomotiven und Waggons. Gelegen sei es an der großen Ost-West-Route von Berlin über Hannover ins Ruhrgebiet, indirekt angebunden auch an die Strecke nach Hamburg und Bremen.

## Flugplatz Stendal-Borstel
Der Flugplatz Stendal-Borstel wurde 1934 angelegt. Ab 1936 wurden hier die ersten deutschen Fallschirmjäger ausgebildet. Ab 1938 war der Platz Standort von Transportflugzeugen, ab 1940 bis April 1945 von Nachtjagdgeschwadern. Auch die Nachtjagd-Einheiten Jagdgeschwader 301 und 302, die im „Wilde Sau“-Nachtjagdverfahren operierten, waren hier stationiert. Diese führten auch Ramm-Einsätze gegen anglo-amerikanische Bomber durch. Nach dem für beide Seiten verlustreichsten dieser Einsätze, am 7. April 1945, wurde der Flugplatz einen Tag später („nicht schwer“) noch einmal bombardiert. Bereits Mitte 1944 war er zweimal Ziel von US-Luftangriffen gewesen.

## Flugzeugverluste im Raum Stendal

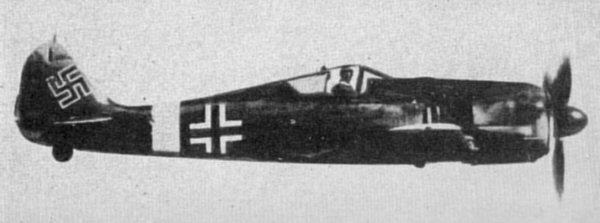
Jagdflugzeug Focke-Wulf Fw 190

Es gab im Großraum Stendal von 1943 bis 1945, verursacht durch die deutsche Luftabwehr, 22 Abstürze alliierter Flugzeuge, davon waren 10 schwere Bomber, die anderen Begleitjäger. Etwa die Hälfte der Besatzungen überlebte. Die deutsche Luftwaffe verlor 54 Flugzeuge im Raum Stendal. Es handelte sich ausschließlich um Jagdflugzeuge, um Tag- und Nachtjäger. Die Besatzungen von 42 dieser Maschinen überlebten die Abstürze nicht.

## Die einzelnen Luftangriffe

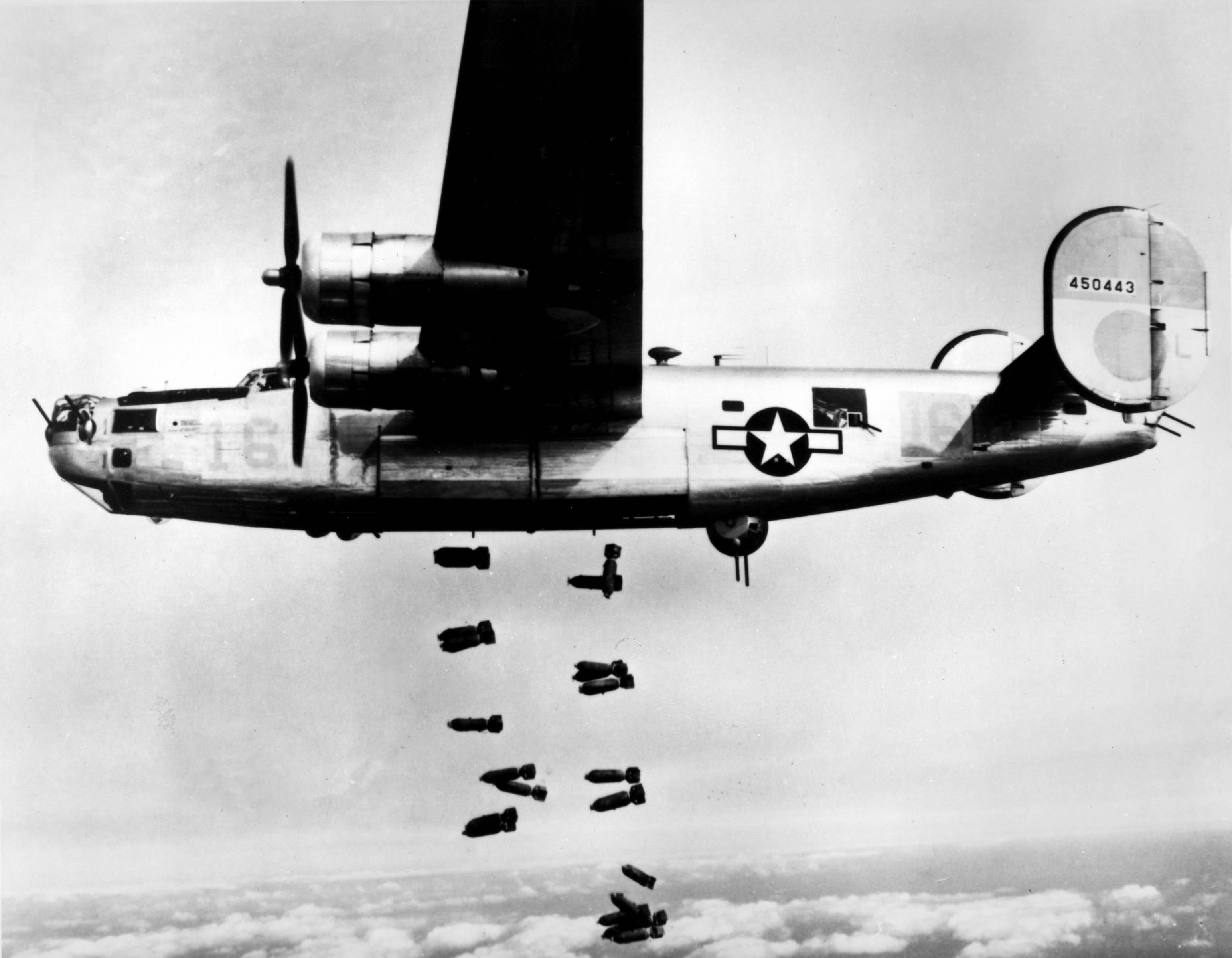
Amerikanischer Bomber Consolidated B-24 „Liberator“

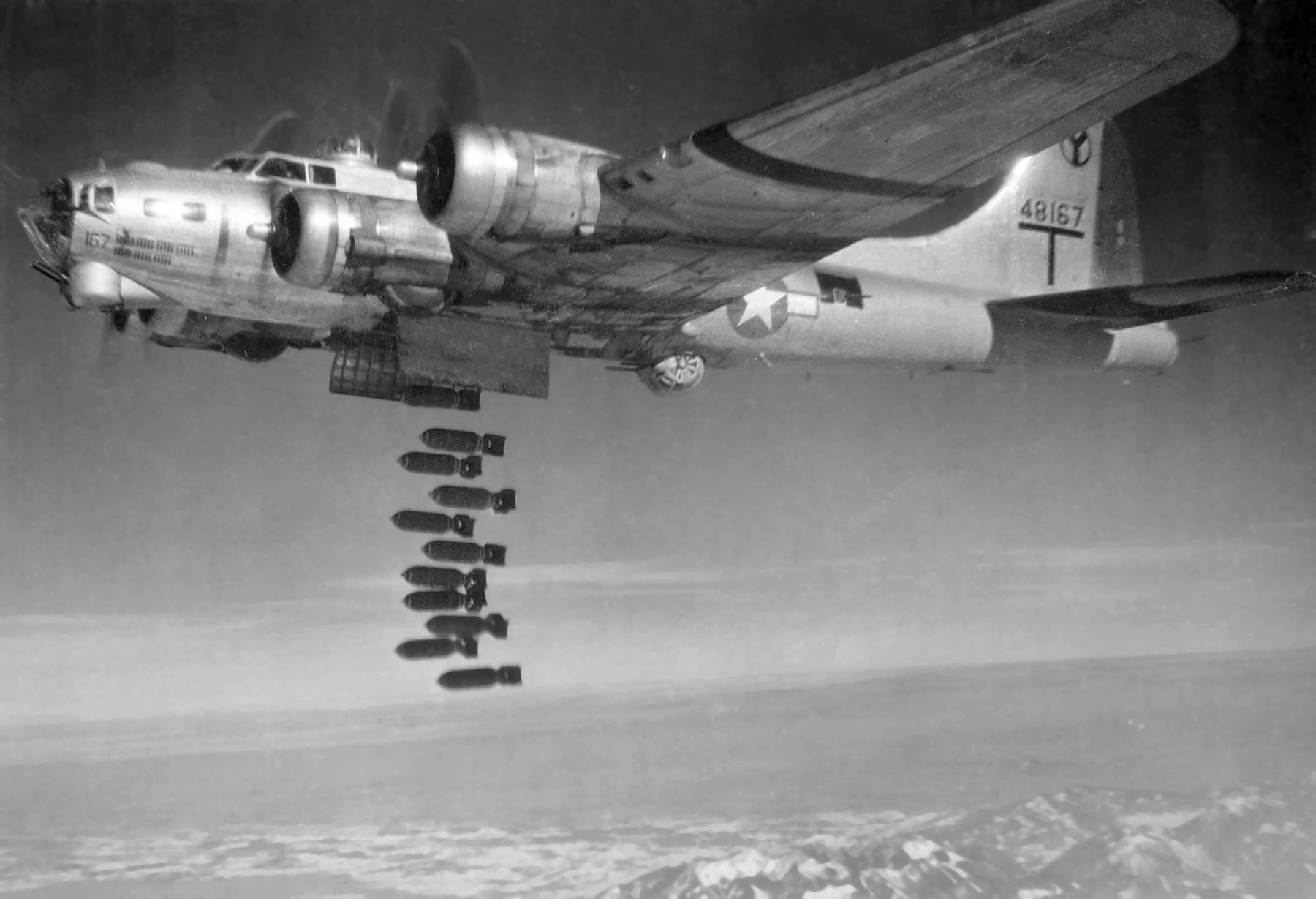
Amerikanischer Bomber Boeing B-17 „Flying Fortress“

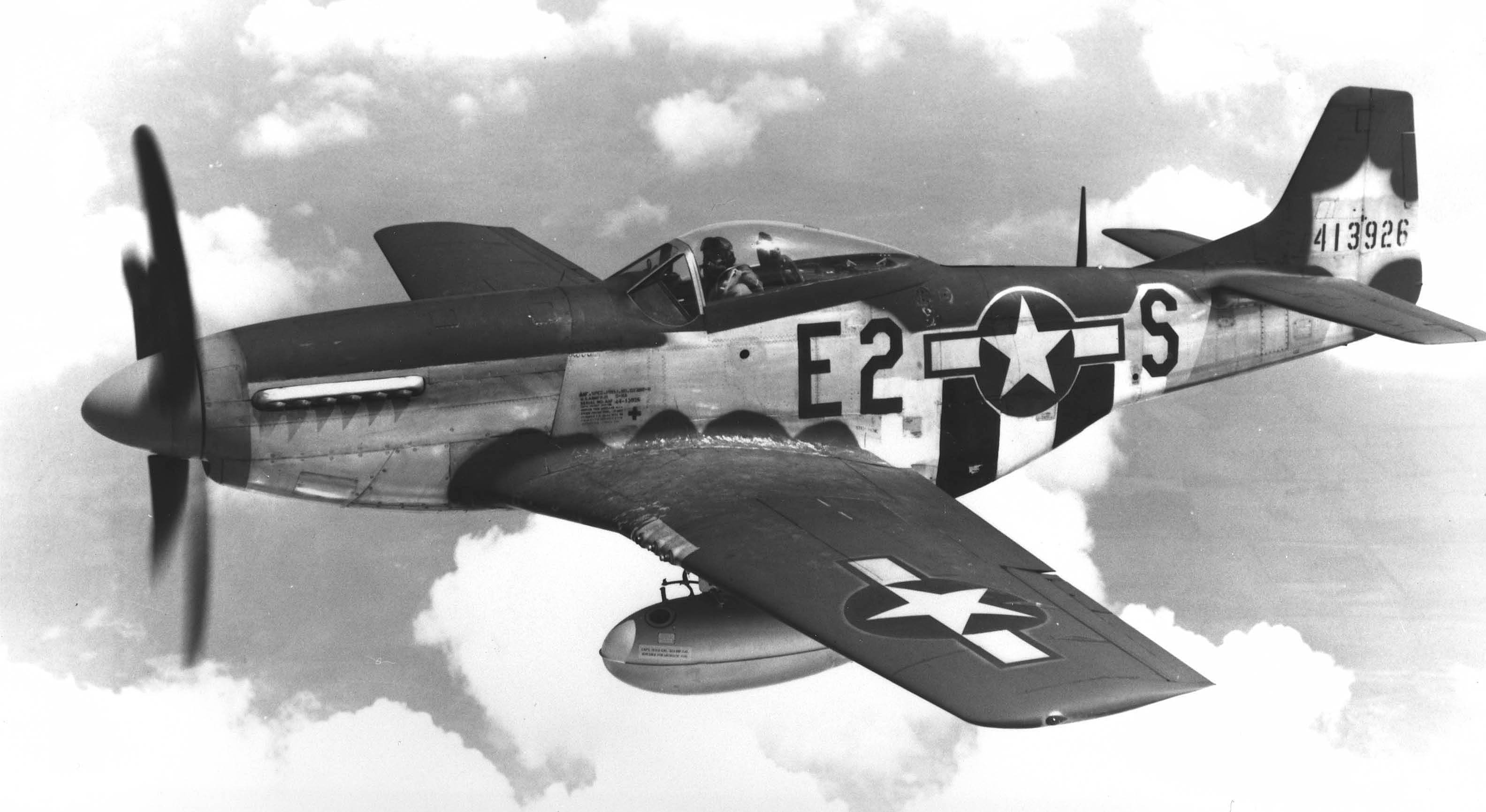
Amerikanisches Langstrecken-Jagdflugzeug North American P-51 „Mustang“

Die zehn Luftangriffe auf Stendal in den Jahren 1944 und 1945 wurden – immer zur Tageszeit – von der in Südengland stationierten amerikanischen 8. Luftflotte mit 274 schweren viermotorigen Bombern, der Typen Consolidated B-24 „Liberator“ und Boeing B-17 „Flying Fortress“, geflogen. Sie hatten immer Begleitschutz durch Langstrecken-Jagdflugzeuge, meist North American P-51 „Mustang“, deren Zahl etwa zwei Drittel der Bomber betrug, und die sich auch als Tiefflieger/Jagdbomber betätigten. Die Angaben zur Zahl der Flugzeuge und zur Bombentonnage (zusammen 723 t) stammen aus dem von Roger A. Freeman veröffentlichten Kriegstagebuch „Mighty Eighth War Diary“ 1981.
Die ersten Bomben waren bereits am 13. März 1941 durch die britische Royal Air Force auf Stendal geworfen worden.
21. Juni 1944
Acht B-24 „Liberator“ griffen Stendal als „Target of Opportunity“ (Gelegenheitsziel) mit 20 Tonnen Bomben an. Es werden 14 Tote angegeben.
29. Juni 1944
26 B-24 „Liberator“ warfen 66 Tonnen Bomben, mit dem Flugplatz als „Sekundärziel“.
6. August 1944
12 B-17 „Flying Fortress“, begleitet von Mustang-Jagdflugzeugen, griffen mit 30 Tonnen Bomben den Flugplatz als Sekundärziel an.
11. September 1944
45 B-24 „Liberator“, begleitet von Thunderbolt- und Mustang-Jagdflugzeugen, warfen 107,5 Tonnen Bomben auf Stendal als „Target of Opportunity“. 5 Tote werden angegeben.
22. Februar 1945
Im Rahmen der groß angelegten alliierten Operation Clarion gegen Verkehrsziele im Deutschen Reich griffen 73 B-17 der 1. Air Division der 8. US-Luftflotte die Stadt Stendal mit 214 Tonnen Bomben an, darunter Kettenbomben. Aufgabe war die Zerstörung der Reichsbahnanlagen, getroffen wurde hauptsächlich das frühere Dorf, der benachbarte Stadtteil Röxe. Der Angriff wurde ab 12.24 Uhr bei klarem Himmel auf Sicht geflogen. Die Gleisanlagen des Bahnhofs wurden zu 70 % zerstört, die Hauptstrecke nach Hannover/Hamm war unterbrochen. Auch der Güterbahnhof wurde schwer beschädigt. In der Lüderitzer Straße und der Melanchthonstraße wurden viele Häuser getroffen. Besonders viele Gebäude wurden in Röxe stark beschädigt oder zerstört, darunter Ackerhöfe, ein Teil des Schulgebäudes, das Turnerheim, die Gaststätte „Kaiser Friedrich“ und das Spritzenhaus der Freiwilligen Feuerwehr. Schwer getroffen wurde das Umspannwerk durch eine Luftmine. Auf dem Gelände der Schwellentränke der Rütgerswerke zählte man 200 Bombentrichter. Hierhin hatten sich viele Soldaten aus einem Transportzug im Bahnhof geflüchtet. Auf die schweren Bomber folgten Tiefangriffe der begleitenden „Mustang“-Jagdflugzeuge. „Tiefflieger jagten über das Dorf hinweg und verbreiteten Angst und Schrecken“. „Diesem Angriff fielen ca. 600 Menschen im Röxer Stadtteil zum Opfer, davon ca. 200 Röxer Einwohner (darunter viele Frauen und Kinder) und ca. 400 Soldaten eines Truppentransportzuges.“ Die Ordnungspolizei Berlin meldete für Stendal (einen Tag nach dem Angriff) 63 gefallene und 42 vermisste Wehrmachtsangehörige. In anderen Quellen wird die Anzahl der gefallenen Soldaten nicht genannt oder es wird zwischen Zivilisten und Wehrmachtsangehörigen nicht differenziert. „295 Tote waren in Stendal zu beklagen“. Das Stadtarchiv nennt 176 identifizierte tote Zivilisten, das „Denkmalprojekt“ kommt unter Heranziehung aller Quellen auf 188 zivile Tote.
15. März 1945
13 B-17 „Flying Fortress“ warfen 32,5 Tonnen Bomben auf Stendal als „Target of Opportunity“.
28. März 1945
Sechs B-17 warfen 20 Tonnen Bomben auf Stendal als Sekundärziel.
31. März 1945
Neun B-17 warfen 27 Tonnen Bomben auf Stendal als „Target of Opportunity“.
8. April 1945

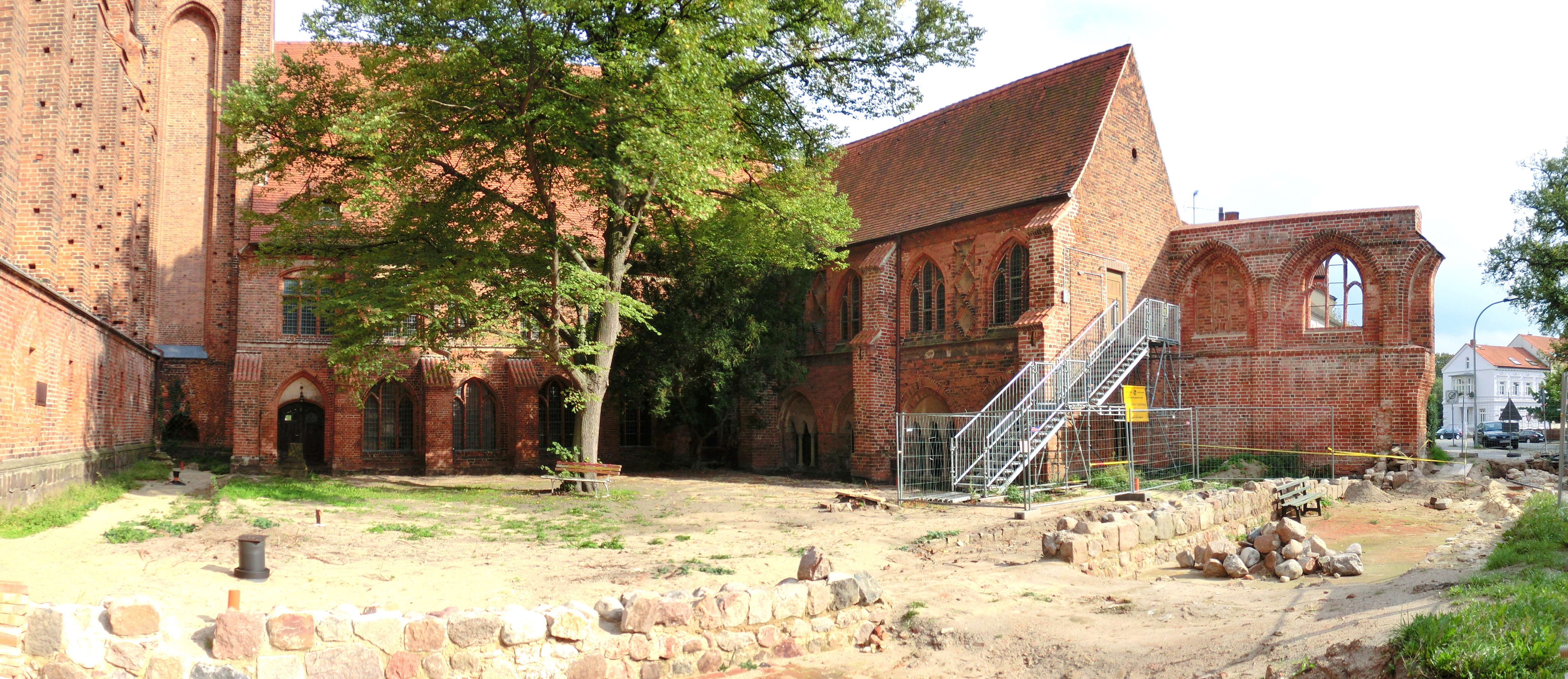
Reste des am 8. April 1945 zerstörten Kreuzgangs des Doms (2011)

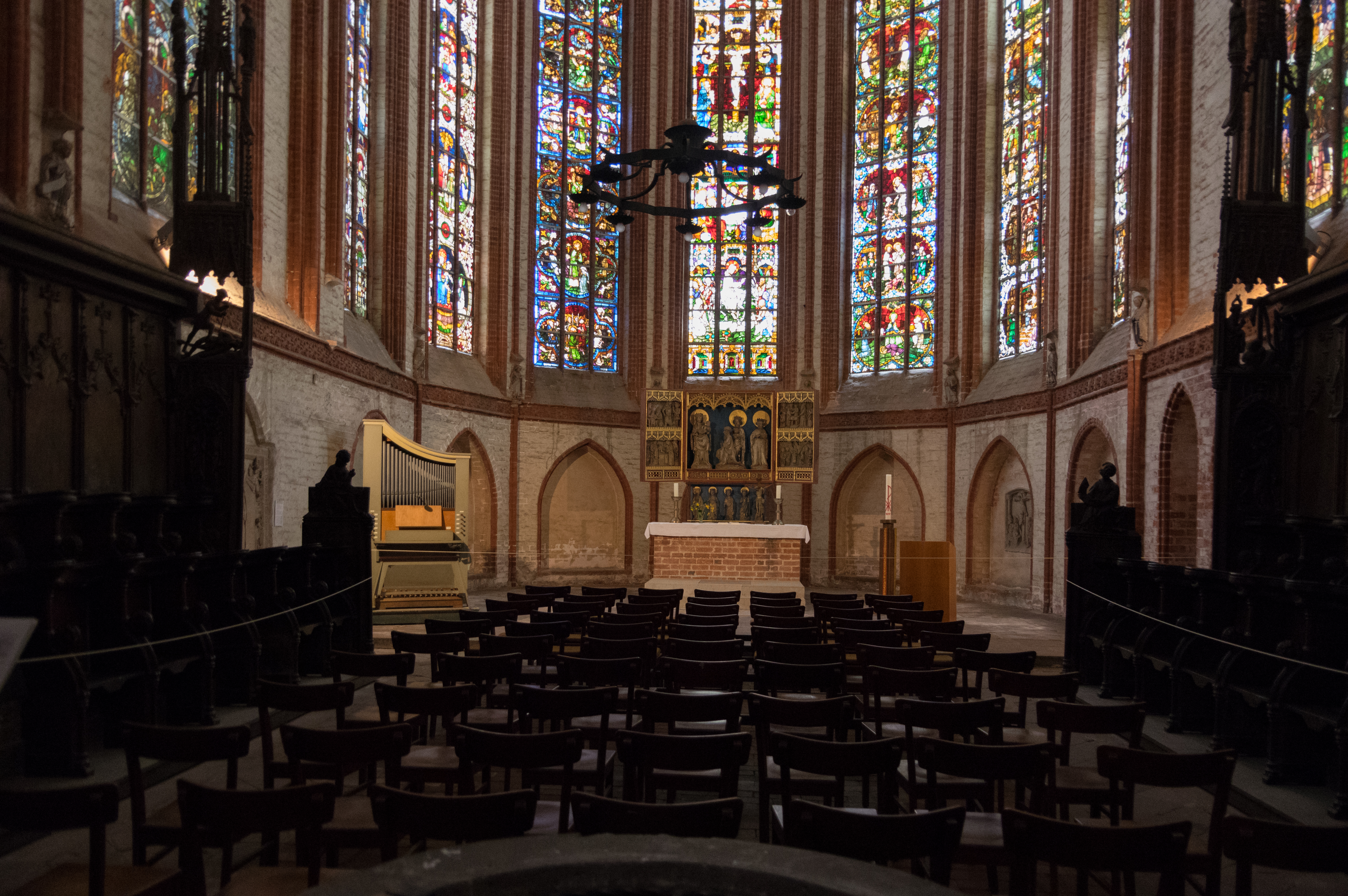
Durch Auslagerung gerettete historische Farbglasfenster des Doms

73 Boeing B-17 „Flying Fortress“ der 1. Air Division der 8. US-Luftflotte warfen ab 11.45 Uhr 178,5 Tonnen Bomben auf die Stadt als Sekundärziel. Die Ortung erfolgte visuell, unterstützt durch H2X-Radar. Betroffen war besonders die Innenstadt. Der Dom St. Nikolaus wurde beschädigt, Häuser in der Grabenstraße, Karlstraße, Annenstraße, Hallstraße und Gebäude um den Pulverturm wurden getroffen. Ums Leben kamen 193 Frauen, Männer und Kinder. Dazu kamen nicht identifizierte Opfer. In der Grabenstraße 10 wurden 37 Menschen (davon 17 Kinder) auf einer Silberhochzeitfeier getötet. Es werden auch Zahlen von mehr als 300 Toten am 8. April 1945 genannt. Auch mindestens 11 Besatzungsmitglieder von US-Flugzeugen verloren an diesem Tag ihr Leben. Einer der Bomber stürzte auf dem Rückflug bei Geismar (Göttingen) ab.
Der Dom: Durch eine Luftmine wurden die Gewölbe des südlichen Querschiffsarms zerstört, dabei auch die Fresken seiner Südwand vernichtet. Der Westflügel des Kreuzgangs wurde durch einen Volltreffer total zerstört, ebenso die Nordwand des Südflügels mit ihren Gitterfriesen aus Formsteinen, wie auch der Westflügel mit Blendmaßwerk. Beim Wiederaufbau wurde der Westflügel nicht wieder errichtet. Die kostbaren spätmittelalterlichen Glasmalfenster des Doms waren durch Auslagerung (zum Kunstschutz) gesichert worden.

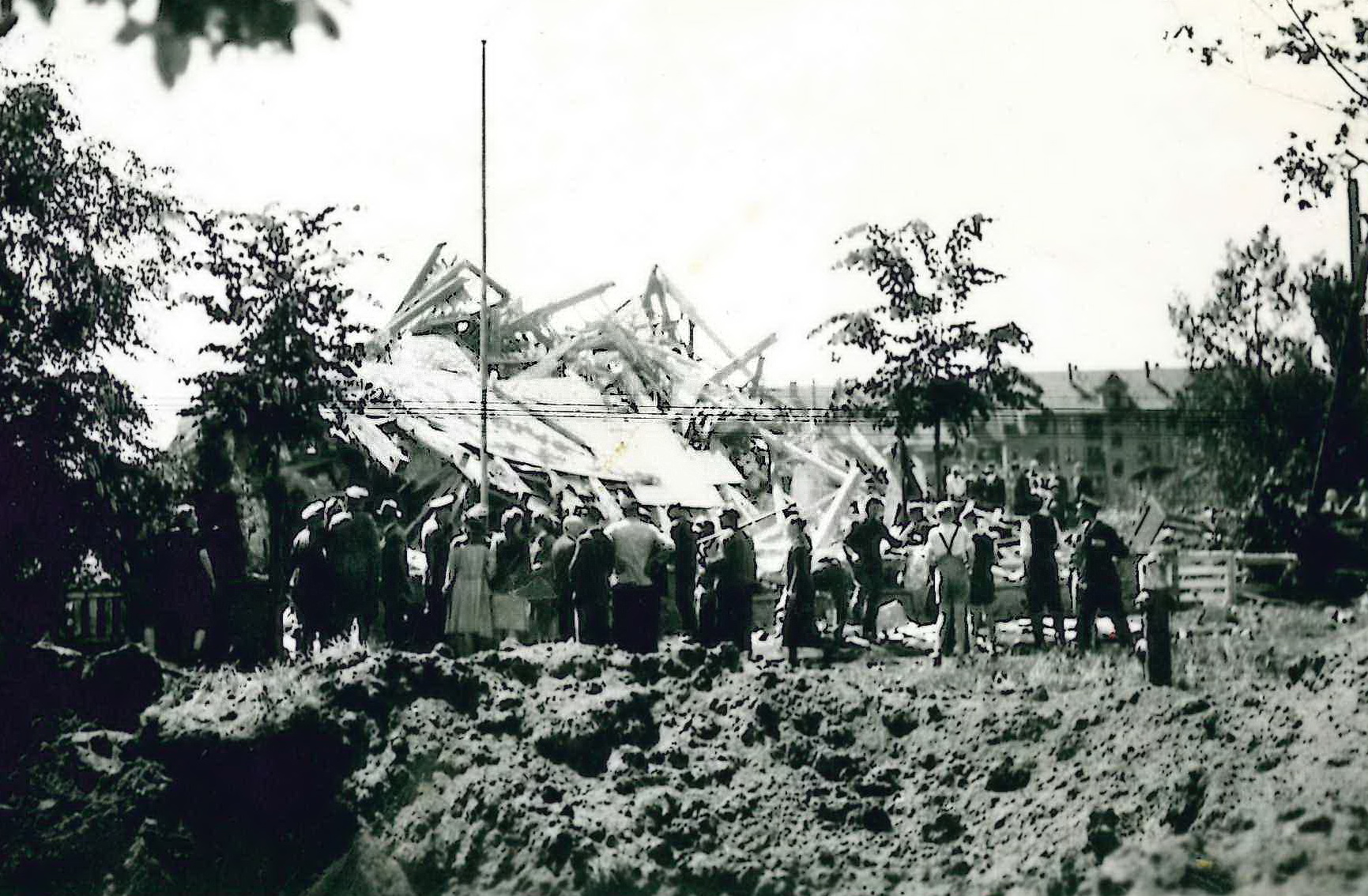
In einem, durch einen Volltreffer am 21. Juni 1944, zerstörten Haus in der Seestraße 2 kamen alle drei anwesenden Bewohner zu Tode.

Auch der Flugplatz wurde bombardiert, die „Schäden waren nicht sehr schwer“.
10. April 1945
Neun B-17 „Flying Fortress“ griffen besonders den Bahnhofsbereich von Stendal als Sekundärziel mit 27 Tonnen Bomben an. Mindestens fünf Menschen kamen ums Leben.
Besonders im März und April 1945 waren Stendal und seine Umgebung häufig Ziel von US-Tieffliegerangriffen.
Etwa 900 Wohnungen sollen bei den Bombenangriffen auf Stendal zerstört worden sein, etwa 20 % des Wohnraums.
Am 13. April 1945 übergab Bürgermeister Karl Wernecke die Stadt kampflos an die US-Armee.

## Todesopfer
Die zusammengefasste Zahl der Todesopfer bei den Luftangriffen auf Stendal 1944 und 1945 wird verschieden hoch angegeben. Das ist zum Teil darauf zurückzuführen, dass die betroffenen Wehrmachtsangehörigen nicht mitgezählt oder nicht erwähnt werden.
Betrachtet man die zivilen Bombenopfer, so liegen die Zahlen nicht allzu weit auseinander. Das Stadtarchiv Stendal gab im Mai 2021 an: 1944 insgesamt 18 und 1945 insgesamt 352 Todesopfer bei Luftangriffen (jeweils 176 am 22. Februar und am 8. April 1945; die Opfer an den anderen Angriffstagen 1945 nicht berücksichtigt). Die Zahlen beziehen sich auf die 370 Opfer, die identifiziert werden konnten. Das „Denkmalprojekt“ (verantwortlich: Rainer Krukenberg) kommt 2020 bei Heranziehen aller Quellen auf folgende Zahlen: 22 tote zivile Bombenopfer 1944 und 393 im Jahre 1945, insgesamt also 415 Zivilopfer. Deren Aufschlüsselung ergibt: 46 % Frauen, 32 % Kinder (0–15 Jahre) und 22 % Männer. 81 % waren Stendaler, die anderen überwiegend Flüchtlinge aus den Ostgebieten und Evakuierte. Zu den Opfern zählten eine achtköpfige und eine fünfköpfige Familie sowie zehn vierköpfige Familien. Die Größenordnung für die Zivilopfer entspricht annähernd einer Angabe in der „Volksstimme“ von 2015, in der es heißt: „Nach neueren Recherchen sollen während aller Bombenangriffe auf Stendal zusammen knapp 400 Menschen getötet worden sein“. Aus dem Zusammenhang kann man entnehmen, dass mit „Menschen“ hier nur Zivilisten gemeint sind.
Christian Jung, der Ortschronist von Röxe, Zeitzeuge und Augenzeuge kurz nach dem Luftangriff vom 22. Februar 1945, nennt (neben 200 Zivilisten) eine Zahl von 400 auf dem Bahnhofsgelände und in Röxe gefallenen Wehrmachtsangehörigen an diesem Tag. Dieser Zahl wurde in der uns zugänglichen Literatur nicht widersprochen, sie wird allerdings auch nicht zitiert. Die Ordnungspolizei Berlin meldete einen Tag nach dem Angriff vom 22. Februar (als sie noch keinen vollständigen Überblick haben konnte) für Stendal 63 gefallene und 42 vermisste Wehrmachtsangehörige.

## Begräbnis- und Gedenkstätten

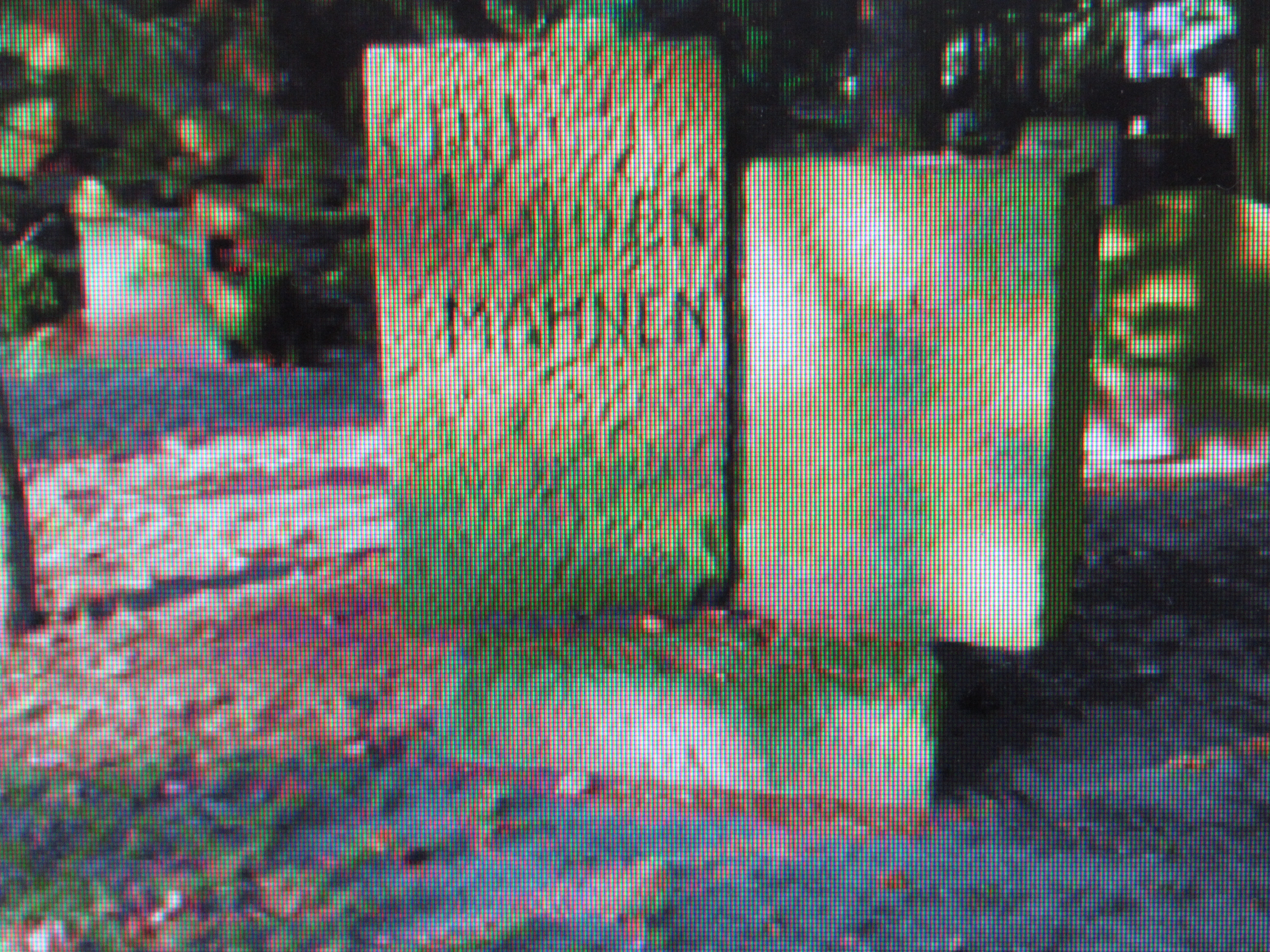
„Die Toten mahnen 1945“: Gedenkstein an Gräberfeld für zivile Bombenopfer in Stendal 1945

Auf dem Städtischen Friedhof Stendal befindet sich ein schwer zu findendes, ehemals großes Gräberfeld, das nicht mehr als solches erkennbar ist (2020). Auf ihm ruhen die meisten zivilen Bombenopfer von Stendal. Es finden sich keine Namenstafeln mehr, aus denen hervorgeht, welche Opfer dort liegen. Ein doppelteiliger Gedenkstein (von 1966) trägt die Inschrift: „DIE TOTEN MAHNEN. 1945“.
Früher gab es auf dem Städtischen Friedhof ein „Ehrengrab der am 22. Februar 1945 bei Feindangriff Gefallenen“. Jetzt (2020) findet man unter den namentlich gekennzeichneten Soldatengräbern 27 Gefallene, die bei den Luftangriffen auf Stendal von Februar bis April 1945 ihr Leben verloren haben (davon 17 Tote am 22. Februar, je 2 am 15. März, am 28. März, am 8. April und am 10. April 1945). Darunter befanden sich mehrere Flak-Soldaten. Ein Major der Luftwaffe fand den Tod, als er am 4. April 1945 durch Rammen einen US-Bomber zum Absturz bringen wollte oder gebracht hat.
Auf dem Dorffriedhof des Ortsteils Röxe findet sich ein großer Gedenkstein mit der Inschrift (Johannes 14,6): „Ich bin der Weg und die Wahrheit und das Leben; niemand kommt zum Vater außer durch mich“. Daneben links ist eine kleine Erinnerungs-Tafel aufgestellt „Den Toten des Bombenangriffs vom 22. Februar 1945“.
Im Stadtarchiv Stendal wird eine Erinnerungstafel von einer alten Hauswand in Röxe aufbewahrt, auf der zu lesen ist: „Zum Gedächtnis unserer Lieben, die hier am 22.02.1945 bei einem Bombenangriff ihr Leben liessen“. Es folgen die Namen der getöteten Familienmitglieder.
Zum 70. Jahrestag des Bombenangriffs vom 8. April 1945 läuteten am 8. April 2015 um 11.45 Uhr (Zeitpunkt des Angriffsbeginns) die jeweils tiefsten Glocken der Stendaler Kirchen.